# Lazare de Baïf
Pour les articles homonymes, voir Baïf.
Lazare de Baïf, né au Manoir des Pins, près de La Flèche en 1496 et mort à Paris en 1547, est un diplomate et humaniste français.

## Biographie

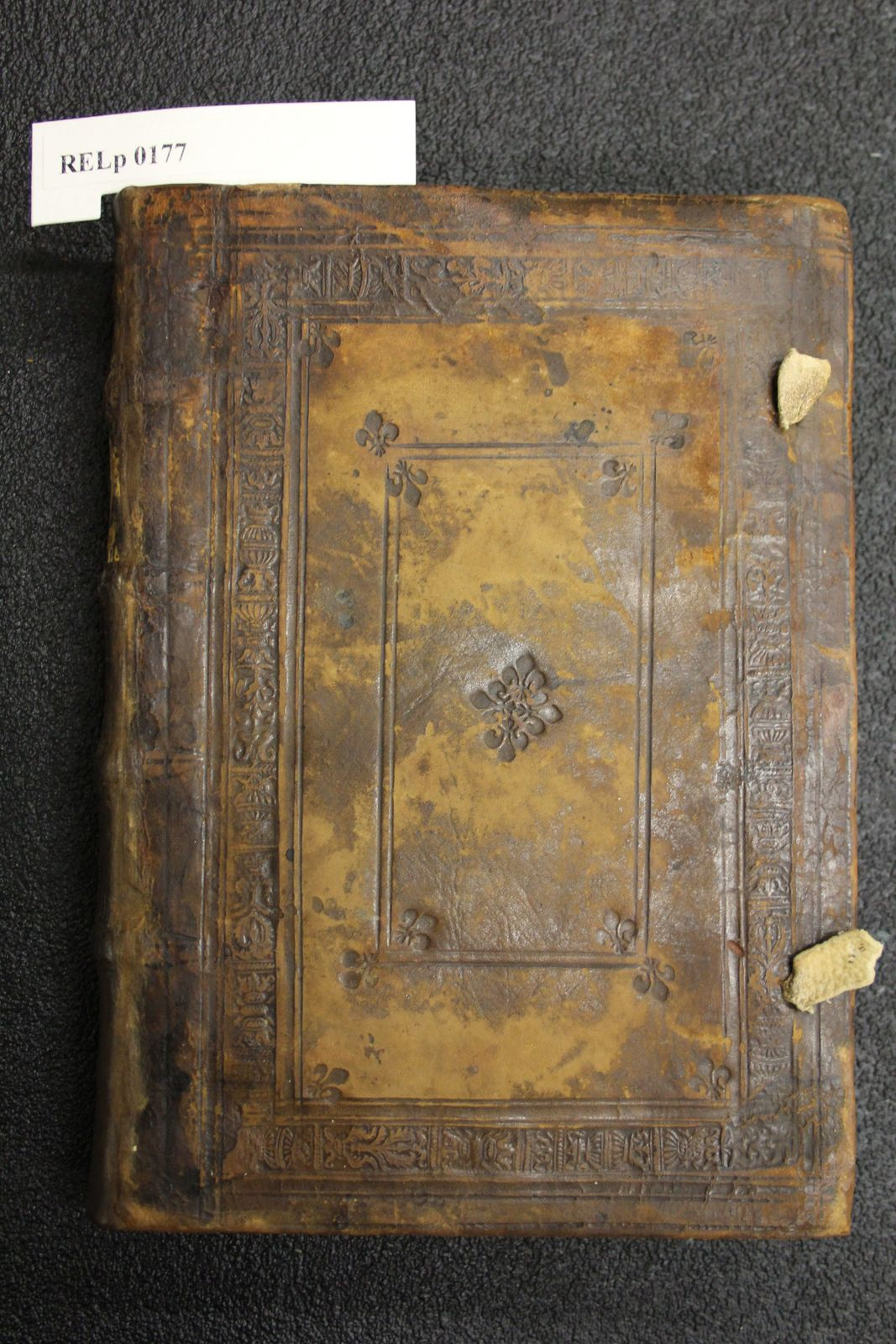
Une édition de 1536

Il a protégé le jeune Ronsard à la Cour. Il est le père du poète Jean-Antoine de Baïf. Ambassadeur à Venise et en Allemagne sous François Ier, il fut également poète, en français, et dans un latin élégant.
Dès 1514 il découvre l'Italie avec enthousiasme. Au collège du Quirinal, il a pour maîtres dans l'étude du grec Jean Lascaris et Marc Musurrus.
Lazare de Baïf succède à Jean de Langeac comme ambassadeur à Venise. Il prit son poste le 29 juin 1529 et le garda cinq ans. Affable, ouvert, raffiné, libéral, il était fort en faveur auprès des sénateurs. Il habitait une superbe demeure près de la place Saint-Marc, qu'il désignait come "le temple sacré des Muses et le favorable asile des savants incommodés". 
Dans le contexte d'alliance entre le roi François Ier et le sultan Soliman le Magnifique, Venise est le passage obligé pour l'émissaire du roi de France, Antonio Rincon, qui est par ailleurs le parrain de Jean-Antoine de Baïf.
Du Bellay l'a félicité pour avoir introduit en français certains mots précieux.
Il a notamment traduit quatre Vies de Plutarque, ainsi qu'Électre de Sophocle qu'il a versifié en français. Publiée en 1537, sa traduction d'Électre en fait la première tragédie jamais publiée en langue française. On lui a longtemps attribué la traduction d'Hécube, d'Euripide, mais il semblerait qu'elle soit plutôt l'œuvre de Guillaume Bochetel.
En 1537, il devient maître des requêtes de l'Hôtel du roi. 

« En 1525, Lazare a failli rejoindre le roi de France prisonnier à Madrid […]. Il ira […] à Venise, en qualité d'ambassadeur, tâche dont il entend fort mal la part essentielle, le renseignement, qui l'indiffère. En revanche, il n'a pas son pareil pour deviser avec les savants qui affluent sur la lagune […]. François Ier […] mande […] à son trésorier de l'Épargne de compter à Lazare de Baïf, conseiller, maître des requêtes, 1800 livres tournois pour quatre-vingt-dix jours de mission en Allemagne […]. Le double but de la mission n'est pas caché: l'envoyé devra  conférer avec aucuns princes […] d'aucunes affaires d'importance […] que ne voulons être ici autrement déclarées. Rien de moins que de gagner contre l'Empereur [Charles Quint] – une forme polie de trahison – quelques-uns d'entre eux. »